# Barbus afrovernayi
 Barbus afrovernayi és una espècie de peix cipriniforme de la família dels ciprínids.

## Morfologia
Els mascles poden assolir els 5,7 cm de longitud total.

## Distribució geogràfica
Es troba als rius Congo i Zambezi.